# Nedeljko Bilkić
Nedeljko Bilkić (Bugojno, 3. ožujka 1941.) je srpski pjevač iz Bosne i Hercegovine. Jedan je od najpopularnijih interpretatora sevdalinki

## Životopis
Rođen je u Bugojnu. U Drugomu svjetskom ratu ostao je bez oca pa ga je odgojila majka. Kao vojni stipendist, završio je Srednju tehničku školu u Kragujevcu, a potom je završio Mašinski fakultet u Beogradu. Odmah po dolasku u Beograd, položio je audiciju u Radio Beogradu.
Prvu singl-ploču, nazvanu "Tebi, majko, misli lete" po istoimenoj pjesmi, objavio je 1963. godine za PGP RTB, a iste godine i drugu, i to s ansamblom Miodraga Todorovića Krnjevca i do kraja 1970-ih godina snimio 50 singl-ploča. Prvi LP objavio je 1972. godine, a ukupno je snimio 30 albuma. Veliki broj svojih pjesama je sam skladao.
Tijekom svoje dugogodišnje karijere, sudjelovao je i osvajao nagrade na festivalima narodne glazbe - Ilidža, Beogradski sabor, Pesma leta, Hit leta, Hit parada, Vogošća, Moravski biseri i dr. Najveće uspješnice su pjesme: "Krčma u planini", "Most do moga zavičaja", "Amanet mi babo ostavio", "Ja mlad pijem noći", "Bez ljubavi sve je pusto", "Ti si sve što imam", "Tebi, majko, misli lete", "Majka nikad ne umire", "Odmori se, majko", "Kuća je bez tebe prazna", "Ljiljana", "Ne žali je, druže moj"," Ne pitaj me, stara majko", kao i dueti sa suprugom Dušicom — "Nije zlato sve što sija" i "Sedam godina sreće".
Oženjen je pjevačicom Dušicom Bilkić, s kojom ima dva sina. Živi u Beogradu, a jedno vrijeme je živio u Kanadi. 

## Vanjske poveznice
- Nedeljko Bilkić na discogs.com